# Mauritz Bonow

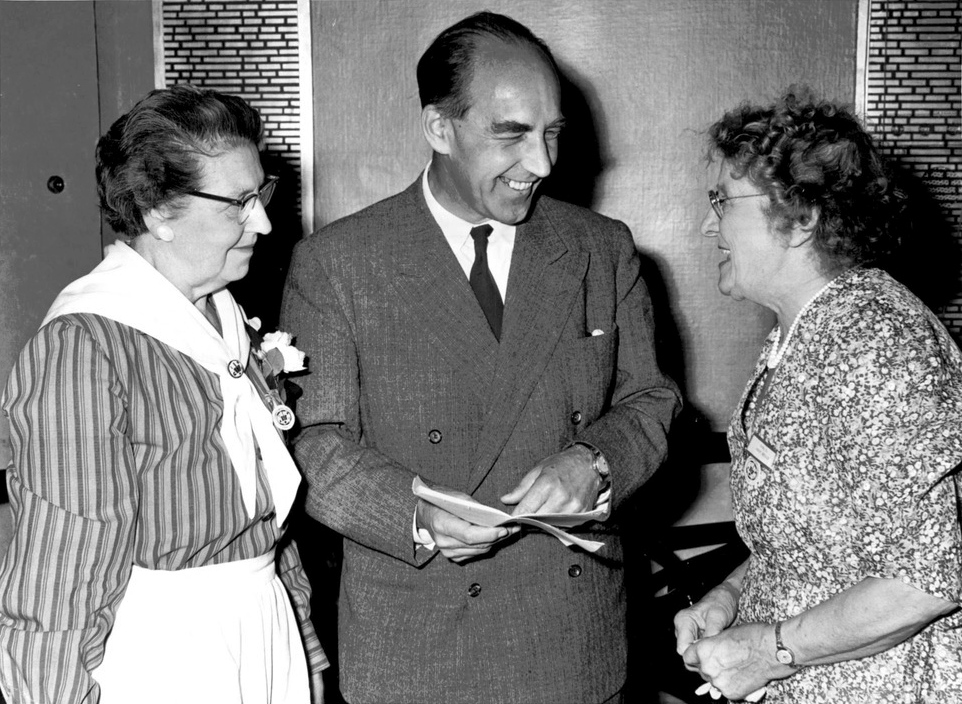
Mauritz Bonow på kooperativa kvinnogillesförbunds kongress.

Karl Daniel Mauritz Bonow, född 5 september 1904 i Luleå, död 8 april 1982, var en tjänsteman och chef inom den kooperativa rörelsen i Sverige och internationellt. Mauritz Bonow initierade KF:s stödinsamling "Utan gränser" till u-länder och kooperationen i dessa. Den utvecklades till Kooperation Utan Gränser som senare skulle byta namn till We Effect.  
Bonow tog studentexamen i Luleå 1924, filosofie kandidatexamen vid Uppsala universitet 1930, blev även filosofie licentiat vid Uppsala universitet 1930, studerade vid London School of Economics 1937, anställdes vid Kooperativa Förbundets bokförlag 1930, var assistent till chefen för Kooperativa Förbundets (KF) sekretariat 1931–1941 (tjänstledig 1939–1941 för statliga uppdrag), och sekreterare i KF:s styrelse samt chef för dess organisationsavdelning 1941–1969, där han ersatte Hjalmar Degerstedt.
Bonow hade många statliga och internationella utrednings- och expertuppdrag. Han var ledamot av 1938 års jordbruksutredning, sakkunnig i statens folkförsörjningsnämnd 1939, ledamot av Handelskommissionen 1943–1946, ledamot av 1942 års jordbrukskommitté, ledamot av 1944 års kommission för ekonomisk efterkrigsplanering, ledamot av Statens byggnadsberedning, ledamot av Livsmedelskommissionen 1946–1950 (och chef för dess utredningsbyrå 1940–1941), ledamot av kommissionen för utredning av den samhällsvetenskapliga forskningen, nyetableringssakkunnig, ledamot av svenska delegation vid Världshandelskonferensen i Havanna 1947–1948, ledamot av 1949 års jordbruksutredning, ledamot av förhandlingsdelegationen för nya direktiv åt priskontrollen 1949–1950, ledamot av Statens jordbruksnämnd 1950–1957, kalkylsakkunnig 1941–1950, sakkunnig vid revision av Allmänna förfogandelagen 1951, ledamot av kommissionen för revision av GATT-stadgan 1954, ledamot av Näringsfrihetsrådet från 1953, delegat av handelsavtalsförhandlingar med Västtyskland 1950–1954, ledamot av Internationella kooperativa alliansens exekutivkommitté från 1946, vice ordförande i Internationella kooperativa alliansen 1955 och ordförande från 1960, styrelseledamot av Sveriges radio 1957–1967, ledamot av Centralkommittén för tekniskt bistånd och dess arbetsutskott 1959–1962, styrelseledamot av Nämnden för internationellt bistånd (NIB) 1962–1965, styrelseledamot av Sida från 1965, ledamot av svenska FAO-kommittén från 1963, av FAO Industry Steering Committee 1965.
År 1988 hedrades hans minne av Internationella kooperativa alliansen med en fond under namnet ICA Domus Trust (Dr. Bonow Memorial). Bakgrunden var hans värdefulla insatser för utvecklingen av den kooperativa rörelsen i världen, och framför allt i utvecklingsländerna. Mauritz Bonow är begravd på Skogskyrkogården i Stockholm.